# توشیاکی کاراساوا
توشیاکی کاراساوا (انگلیسی: Toshiaki Karasawa؛ زادهٔ ۳ ژوئن ۱۹۶۳) یک هنرپیشه اهل ژاپن است. وی از سال ۱۹۸۰ میلادی تاکنون مشغول فعالیت بوده‌است.
از فیلم‌ها یا برنامه‌های تلویزیونی که وی در آن نقش داشته است می‌توان به پسران قرن بیستم اشاره کرد.